# Gayle Forman
Gayle Forman (ur. 5 czerwca 1970 w Los Angeles) – amerykańska dziennikarka, a następnie pisarka specjalizująca się w gatunku young adult. Autorka książki Zostań, jeśli kochasz, zekranizowanej jako film pod tym samym tytułem.

## Życiorys
Forman studiowała na Uniwersytecie Oregonu. Początkowo zamierzała edukować się w dziedzinie medycyny, uczęszczając na zajęcia z biologii i chemii, jednak po roku przeniosła się na dziennikarstwo. Po ukończeniu studiów podjęła pracę w roli dziennikarki w magazynie Seventeen, w którym spędziła kolejne pięć lat. W sumie jako dziennikarka pracowała przez ponad 10 lat, a w swojej twórczości skupiała się na tematach dotyczących kobiet i sprawiedliwości społecznej na świecie. Jako freelancer współpracowała w tym czasie z takimi czasopismami jak między innymi Cosmopolitan, Elle, Glamour, Jane czy The Nation.
W 2002 postanowiła zrobić przerwę w swoim życiu zawodowym. Wraz ze swym mężem, odbyła wówczas podróż dookoła świata, odwiedzając w tym czasie ponad 60 państw, po czym rozpoczęła swoją karierę literacką. Na podstawie doświadczeń z tego wyjazdu w 2005 wydała swoją pierwszą książkę, You Can’t Get There from Here: A Year on the Fringes of a Shrinking World. Dwa lata później napisała kolejną książkę – Zawsze stanę przy tobie (ang. Sisters in Sanity), która oparta była na jej wcześniejszym artykule w Seventeen. Forman rozgłos zyskała w 2009, wydając utwór Zostań, jeśli kochasz (ang. If I Stay). Książka ta została przetłumaczona na ponad 30 różnych języków i sprzedana w ponad 2,4 miliona egzemplarzy, zostając najlepiej sprzedającą się książką na listach prowadzonych przez The New York Times i USA Today. W 2014 wielokrotnie nagradzany utwór został zekranizowany jako film pod tym samym tytułem, w którym główną rolę zagrała Chloë Moretz, przynosząc ponad 78 milionów dolarów amerykańskich przychodu. Po tym sukcesie w 2015 wytwórnia New Line Cinema kupiła prawa do ekranizacji jednej z kolejnych książek Forman – Byłam tu (ang. I Was Here).

## Książki
Opracowano na podstawie:
Samodzielnie
- You Can’t Get There from Here: A Year on the Fringes of a Shrinking World (2005)
- Zawsze stanę przy tobie (2007; ang. Sisters in Sanity)
- Zostań, jeśli kochasz(inne języki) (2009; ang. If I Stay) – w niektórych wersjach występuje również pod tytułem: Jeśli zostanę
- Wróć, jeśli pamiętasz (2011; ang. Where She Went)
- Ten jeden dzień (2013; ang. Just One Day)
- Ten jeden rok (2013; ang. Just One Year)
- Just One Night (2014)
- Byłam tu (2015; ang. I Was Here)
- Zostaw mnie (2016; ang. Leave Me)
- Nie wiem, gdzie jestem (2018; ang. I Have Lost My Way)

Wspólnie z innymi autorami
- Ktoś mnie pokocha: 12 wakacyjnych opowiadań (2014; ang. My True Love Gave to Me: Twelve Holiday Stories)
- Podaruj mi miłość: 12 świątecznych opowiadań (2014; ang. My True Love Gave to Me: Twelve Holiday Stories)
- Love Hurts (2015)

## Życie prywatne
Forman urodziła się 5 czerwca 1970 w Los Angeles. Wyszła za mąż za Nicka Tuckera, pracującego jako bibliotekarz, z którym ma córkę Willę. W 2009 adoptowali mającą wówczas 14 miesięcy Denbele pochodzącą z etiopskiej miejscowości Hosaena. Forman z Tuckerem, wspólnie z obiema córkami, mieszkają na nowojorskim Brooklynie.